# Cabarroguis
Cabarroguis är en kommun och ort i Filippinerna som är administrativ huvudort för provinsen Quirino i regionen Cagayandalen. Befolkningen för hela kommunen uppgick till 28 024 invånare vid folkräkningen 2007.

## Barangayer
Cabarroguis är indelat i 17 smådistrikt, barangayer, varav 13 är klassificerade som landsbygdsdistrikt och 4 som urbana distrikt.
- Banuar
- Burgos
- Calaocan
- Del Pilar
- Dibibi
- Dingasan
- Eden
- Gomez
- Gundaway¹
- Mangandingay¹
- San Marcos¹
- Santo Domingo
- Tucod
- Villamor
- Villa Peña (Capellangan)
- Villarose
- Zamora¹

¹ = Urban